# Баварія (статуя)
48°07′51″ пн. ш. 11°32′45″ сх. д. / 48.130694484145° пн. ш. 11.54579483291° сх. д.

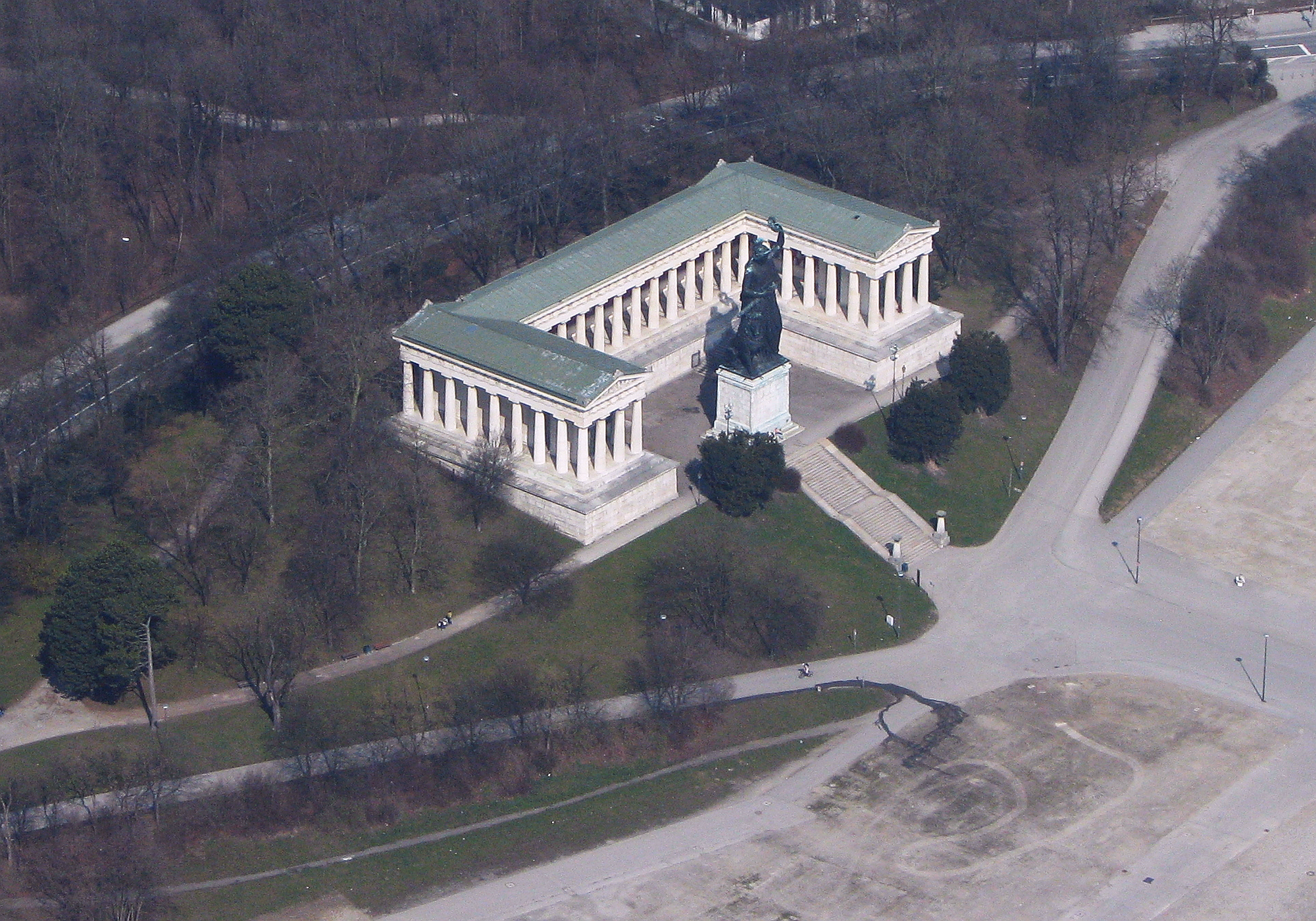
Зала Слави та Баварія (2009)

Баварія — монументальна, відлита з бронзи, статуя XIX століття в Мюнхені, південна Німеччина. Це жіноче уособлення Баварії, її сили та слави.
Статуя є частиною ансамблю, який також включає Залу Слави (нім. Ruhmeshalle) і сходи. Замовником побудови ансамблю був король Людвіг I, а конкретний проект було обрано на конкурсі. Статуя була відлита в мюнхенській ливарній майстерні Й. Б. Стігльмайра між 1844 та 1850 роками і є першою колосальною статуєю з часів класичної античності, яка повністю складається з литої бронзи. Донині статуя вважається технологічним шедевром. Через її розміри статую довелося виготовляти з кількох частин; її висота складає 18,52 метри і вага близько 87,36 тонн. Вона розміщена на кам'яній основі висотою 8,92 метрів.
Внутрішні круглі сходи ведуть до платформи в голові статуї, де чотири отвори в шоломі забезпечують вид на Терезієнвізе та центр Мюнхена.

## Зала Слави
Оскільки Зала Слави утворює логічну та художню одиницю разом із статуєю Баварії, далі неведено короткий опис її історичного тла та конструкції. 

### Історичне тло
Дитинство Людвіга І було відзначене з одного боку претензіями на владу Наполеона, а з іншого Австрії. У той час поважний дім Віттельсбахів, який він представляв, був зведений до забавки для амбіцій цих двох великих сил. Аж до 1805 року, коли Наполеон "звільнив" Мюнхен під час війни Другої коаліції та зробив батька Людвіга, Максиміліана, королем Баварії, ця країна неодноразово була театром військових дій і зазнала катастрофічних руйнувань. Лише після поразки Наполеона в битві під Лейпцигом у 1813 році в Баварії настав період миру. 
Ця історія спонукала Людвіга, вже коли він був кронпринцем, думати про "Баварію, що складається з усіх племен" та про "велику німецьку націю". Ці цілі спонукали його в наступні роки розпочати кілька проектів, пов'язаних із будівництвом національних пам'яток, таких як колона на честь Баварської конституції 1818 року в Гайбаху, храм Валгалла на величній платформі з видом на річку Дунай і місто Донаустауф на схід від Реґенсбурґу, Зала Слави в Мюнхені (1853) та Befreiungshalle ("Зала Визволення") поблизу Кельгайма (1863). Всі ці проекти фінансувалися королем приватно. У своєму дизайні та змісті, меті та сприйнятті вони передають мистецьку та політичну гармонію, котра є унікальною для Німеччини, незважаючи на внутрішні суперечності. 
Людвіг, який вступив на престол після смерті свого батька у 1825 році, відчував духовну близькість до Греції, був захопленим шанувальником Стародавньої Греції і мав намір перетворити свою столицю Мюнхен на "Атени на річці Ізар". Другий син Людвіга Оттон був проголошений королем Греції у 1832 році.

### Конструкція
Вже як кронпринц Людвіг мав замір спорудити патріотичний монумент у своїй королівській столиці Мюнхен. Тому він зібрав перелік "великих" баварців з усіх верств суспільства. У 1833 році він оголосив конкурс, який мав на меті зібрати попередні ідеї щодо дизайну Зали Слави, і таким чином лише уточнив ключові особливості проекту: зала мала бути зведена над Терезієнвізе та забезпечити місце для близько 200 погрудь. Єдина вимога полягала в тому, щоб "...споруда не повинна дублювати храм Валгалла; скільки б не було доричних храмів, жоден із них не мав копіювати Партенон..."
Правила не виключали будівлі у стилі класицизму, як у храмі Валгалла, паралельного будівельного проекту, але можна припустити, що архітектори могли вільно подавати інші архітектурні стилі. Оскільки пропозиції всіх чотирьох учасників значною мірою збереглися, вони дають цікавий огляд історії будівництва Зали Слави в період ідеологічних мистецьких суперечок між класицистами з одного боку, які надихалися естетикою Античної Греції та Риму, а з іншого боку — романтки, мистецькі прояви яких були виражені в проявах Середньовіччя. Таким чином, пропозиції, подані щодо дизайну Зали Слави, відображали не лише художні та архітектурні відмінності, але й ці ідеологічні суперечки. У березні 1834 року Людвіг нарешті вирішив відмовитися від пропозиції Фрідріха фон Гертнера, Йозефа Даніеля Ольмюллера та Фрідріха Цібланда, головним чином з міркувань витрат, і доручив Лео фон Кленце побудувати Залу Слави. На нього, безсумнівно, вплинула колосальна статуя за проектом Кленце, оскільки така величезна статуя не була ще споруджена з часів класичної античності. Підлещений ідеєю спорудження статуї, яка була б такою ж імпозантною, як ті, що були замовлені правителями античності, після того, як вирішив прийняти проект Кленце Людвиг І написав: "Тільки ми з Нероном можемо створити такі велетенські статуї..."

## Історія

### Іконографія

#### Пропозиції Лео фон Кленце
Лео фон Кленце, придворний архітектор баварського короля Людвіга І, у 1824 році вперше запропонував проект статуї Баварії у вигляді "грецької амазонки". Його натхненням були такі монументальні статуї, як Колос Родоський, статуя Зевса в Олімпії і, особливо, Атена Партенос Фідія, яка збереглася в численних маленьких римських копіях.
Після того, як конкурс на проектування Зали Слави було вирішено на користь Кленце, він склав кілька пропозицій щодо статуї Баварії на додаток до своїх детальних креслень передбачуваної Зали.
На цих ескізах зображена статуя Баварії під впливом класичних зображень амазонки. На ній був подвійний підперезаний хітон і високі шнуровані сандалі. Правою рукою вона увінчувала багатоголового Герму, чотири обличчя якого символізували ідеальні якості правителя, воїна, мистецтва і науки. У лівій руці вона тримала на відстані витягнутої руки на рівні стегон вінок, яким символічно дарувала почесним особам. Зліва від неї присів лев.
З цією провозицією Кленце створив новий тип національної алегорії. Довгий час раніше існували інші персоніфікації Баварії, але тоді як, наприклад, атрибути Tellus Bavarica на Hofgartenttempel предсталяли матеріальне багатство нації, Кленце надав своїй Баварії атрибути культури та державного розуму. Дизайн Кленце відображав нове розуміння ідеальної держави, як доброчесної та освіченої, замінивши традиційну аграрну символіку.
В іншій пропозиції 1834 року Кленце планував статую Баварії як точну копію Атени Промахос, яка колись стояла перед Акрополем. Вона мала шолом, щит та піднятий спис. 
28 травня 1837 року контракт на виготовлення статуї Баварії підписали Людвіг І, Кленце, скульптор Людвіг Міхаель Шванталер, виробник металу Йоган Баптист Стігльмаєр і його племінник Фердинанд фон Міллер. Людвіг І та художники-учасники, безумовно, знали про плани статуй Армінія в Тевтобурзькому лісі, що датуються 1920-ми роками, хоча вони були виконані після статуї Баварії.  

#### Пропозиції Шванталера

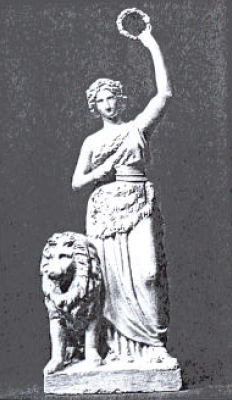
Пластична модель Шванталера, 1840 р.

На відміну від Кленце, на якого вплинула класична античність, Шванталер був послідовником романтичного руху та членом кількох мюнхенських середньовічних гуртків, усі з яких були захоплені будь-чим "патріотичним" і відкидали чужі імпульси, особливо з класичної античності. Очевидно, частиною стратегії Людвіга було об'єднати ці протилежні художні концепції в одному патріотиному пам'ятнику, об'єднавши тим самим протиборчі табори під одним національним ідеалом. Його спробу синтезу класичного та романо-готичного стилів часто називають у літературі "романтичним класицизмом" або "стилем Людовіка".
Спочатку Шванталер дотримувався особливостей плану Кленце. Але незабаром він почав придумувати власні варіації статуї Баварії. Він прийняв принципове рішення не слідувати класичним моделям, а одягати її в "німецькому" стилі: її сукня-сорочка в підлогу була драпірована простіше, а переплетена ведмежою шкурою надала фігурі типовий "німецький" характер за Шванталером. 
Шванталер пішов ще далі, створюючи гіпсову модель 1840 року. Він прикрасив голову вінком із переплетеного дубового листя, а вінок у піднятій лівій руці, який у версії Кленце був зроблений із лаврового листя, став ще одним вінком із дубового листя, адже дуб вважається справжнім німецьким деревом. Ці модифікації статуї Баварії відбулися під час так званої Рейнської кризи 1840/41 років, яка включала прикордонні суперечки між Францією та Німецьким союзом і призвела до сплеску патріотичних спалахів проти "заклятого ворога" Франції. Для Шванталера, який у будь-якому разі був захоплений патріотом, ця криза, схоже, була мотивацією для зображення його статуї Баварії, як підереслено готової до бою та озброєної з оголеним мечем.
Атрибути статуї Баварії у вигляді ведмежої шкури, дубового вінка та меча можна відносно легко інтерпретувати як наслідок політичного ти мистецтвознавчого контексту її походження, але інтерпретація лева є більш проблематичною. Хоча природно вважати тварину просто символом Баварії, насправді це не відображає намірів Кленце та Шванталера. Лев завжди займав чільне місце в геральдиці правителів Баварії, оскільки графи Рейнського Пфальцу з роду Віттельбахів включили його до свого герба ще з часів Високого середньовіччя. Крім того, на баварському гербі з найдавніших часів щитотримачами служили два лютих леви. 
Історик мистецтва Манфред Ф. Фішер, однак, вважає, що лев поруч зі статуєю Баварії не лише задуманий, як геральдична тварина Баварії, але разом із оголеним мечем має бути символом оборонного потенціалу. 
Але найважливішим атрибутом статуї Баварії залишається вінок з дубового листя в її лівій руці. Вінок означає почесну нагороду для тих, чиї погруддя будуть розміщені в Залі Слави. 

### Конструкція
Бронзова статуя була відлита у піщаній формі за допомогою процесу, в результаті якого укого утворили чотири основні частини (голова, погруддя, стегна, нижня половина з левом) та кілька менших частин, які були прикріплені пізніше. 
Кленце запропонував відлити величезну статую з бронзи. З часів класичної античності цей сплав був високоповажним матеріалом, який цінувався за його довговічність, і Людвіг, який мав намір створити довговічну спадщину, надавав перевагу бронзі. Тому король підтримав мюнхенського виробника металу Йоганна Баптиста Стігльмаєра та його племінника Фердинанда фон Міллера, заснувавши нову ливарну фабрику, Королівську металеву ливарню (Königliche Erzgießerei), яка почала працювати на мюнхенській вулиці Nymphenburger Strasse у 1825 році.
З кінця 1839 року Шванталер із численними помічниками займався виготовленням повнорозмірної гіпсової моделі статуї Баварії. У 1844 році була завершена початкова чотириметрова допоміжна модель. Наприкінці літа 1843 року готову повторозмірну модель можна було розібрати, щоб підготувати її для використання в якості моделей для відливок. Стігльмаєр помер до того, як ця робота могла початися у 1844 році, і Міллер взяв на себе керівництво проектом. 11 вересня 1844 року голова статуї Баварії була відлита з металу з бронзової турецької гармати, врятованої після морської битви 1827 року при Наварино (сучасний Пілос на західному узбережжі півострова Пелопоннес). Ці гармати були продані в Європі як вторинний матеріал за правління тодішнього грецького короля Оттона, сина Людвіга І, і деякі з них дісталися Баварії. У січні та березні 1845 року було відлито герб, а 11 жовтня 1845 р. — погруддя. Наступного року було відлито тазостегнову частину, а в липні 1848 року була закінчена вся верхня частина статуї. Останнє велике лиття нижньої секції відбулося 1 грудня 1849 року.